# OLX
Treść tego artykułu od 2022-04 należy opracować w taki sposób, aby nie uwypuklała nadmiernie polskiej specyfiki / aby nie zawężała się tylko do polskich warunków
Dokładniejsze informacje o tym, co należy poprawić, być może znajdują się w dyskusji tego artykułu.
 Po wyeliminowaniu niedoskonałości należy usunąć szablon {{Dopracować}} z tego artykułu.
OLX – serwis ogłoszeniowy należący do południowoafrykańskiej grupy medialno-technologicznej Naspers, będącej firmą o globalnym zasięgu. Działa ona w ponad 40 krajach i jest obecnie największą firmą oferującą dostęp do platform ogłoszeniowych na rynku. W Polsce OLX jest częścią Grupy OLX sp. z o.o.

## Funkcje
- przeglądanie ogłoszeń,
- dodawanie ogłoszeń,
- dodawanie zdjęć z poziomu aplikacji lub strony mobilnej,
- wyróżnienie ogłoszeń,
- wymiana wiadomości,
- wysyłanie CV za pośrednictwem formularza w kat. Praca,
- obserwowanie wybranych ogłoszeń lub wyników wyszukiwania,
- dostęp do strony przy pomocy telefonu komórkowego: aplikacja i strona mobilna.

## Działalność
OLX został założony w 2006 roku przez Fabrice Grinda i Alec Oxenford jako alternatywa dla craigslist, która miała działać poza Stanami Zjednoczonymi. Serwis OLX jest częścią globalnej spółki OLX Group, która powstała w 2016. Zajmuje się tworzeniem i rozwijaniem platform ogłoszeń lokalnych i jest właścicielem ponad 20 marek w ponad 40 krajach. Serwisy OLX działają m.in. w Polsce, Stanach Zjednoczonych, Portugalii, Republice Południowej Afryki, Peru, Kolumbii, Kazachstanie, Brazylii, Indiach, Egipcie, czy Arabii Saudyjskiej. Na całym świecie serwisy Grupy OLX są platformami do kupowania i sprzedawania usług i towarów, takich jak elektronika, artykuły odzieżowe, meble, artykuły gospodarstwa domowego, samochody i nieruchomości.

### OLX w Polsce
Serwis OLX w Polsce jest częścią zatrudniającej ponad 500 osób Grupy OLX sp. z o.o., którą tworzy wraz z serwisami ogłoszeniowymi Otomoto, Otodom oraz Fixly, firma zatrudnia także pracowników w Warszawie, w biurowcu Q22.
Jako marka OLX działa w Polsce od 14 kwietnia 2014 roku. Wywodzi się z serwisu tablica.pl, który ówcześnie należał do Grupy Allegro.
Użytkownicy serwisu OLX mają do dyspozycji kilkanaście głównych kategorii, między innymi: Motoryzacja, Nieruchomości, Praca, Dom i Ogród, Elektronika, Usługi i Firmy, Moda, Rolnictwo, Zwierzęta, Dla Dzieci, Sport i Hobby, Muzyka i Edukacja, Ślub i Wesele, a także Oddam za darmo oraz Zamienię. 
Korzystanie z serwisu OLX jest możliwe za pomocą komputera domowego, bezpłatnej aplikacji mobilnej i przez stronę mobilną m.olx.pl.
Według badania Gemius/PBI w marcu 2020 serwis OLX.pl zanotował 13,4 mln użytkowników (dane PBI/Gemius), którzy wygenerowali 1,5 mld odsłon.
Zamieszczenie ogłoszeń w serwisie nie wiąże się z pobieraniem opłat w większości kategorii. W darmowych kategoriach opłaty pobierane są jedynie za wyróżnienie ogłoszenia na 7 lub 30 dni.
Serwis pobiera opłaty w kategoriach:
- motoryzacja
- nieruchomości
- praca
- rolnictwo

Dodatkowo w części podkategorii obowiązują limity bezpłatnych ogłoszeń, po przekroczeniu których użytkownik może skorzystać z opcji wykupienia dodatkowych ogłoszeń. Serwis obsługuje też klientów biznesowych w kategoriach: Praca, Elektronika, Dom i Ogród oraz Usługi.
5 maja 2020 roku serwis OLX zmienił wygląd i szatę graficzną. Zyskał nowe funkcjonalności tj. dodawanie zdjęć w wiadomościach chat, czy nowe sortowanie ogłoszeń.
W lutym 2021 roku OLX rozpoczęło współpracę ze Stowarzyszeniem „Nigdy Więcej” dotyczącą monitorowania i usuwania ogłoszeń z przedmiotami zawierającymi treści rasistowskie i ksenofobiczne. 